# Transplante de rosto
Transplante de face é um procedimento cirúrgico no qual algumas estruturas da face de uma pessoa são transplantadas para uma outra. 
O primeiro transplante de face parcial ocorreu em 27 de novembro de 2005. A paciente francesa Isabelle Dinoire, da cidade de Amiens, perdeu o nariz, os lábios e o queixo ao ser atacada por um cão. Um ano após a cirurgia, a paciente, apesar de apresentar alguma assimetria no rosto, teve considerável regressão das cicatrizes do transplante, recuperando plenamente as funções de mastigação e locução.
Em 2008, a americana Connie Culp recebeu transplante facial de 80% da extensão do rosto, após ser baleada pelo marido em 2004. Foi o transplante facial de maior extensão até então.
Em abril de 2010 foi anunciado pela equipe médica do Hospital Vall d'Hebron em Barcelona, na Espanha, o primeiro transplante total de rosto, sendo um sucesso o resultado da operação.
Em 2012, o americano Richard Lee Norris recebe um novo rosto, nariz, dentes e mandíbula 15 anos após um acidente com arma.

## Impacto psicológico
Segundo a médica brasileira Natale Gontijo, assistente de Ivo Pitanguy, a resposta psicológica do paciente ao procedimento é fundamental, uma vez que o impacto de um transplante de rosto causaria uma perda de personalidade, onde o paciente não se identifica com sua nova imagem.